# Districtul Thung Tako
Thung Tako (în thailandeză ทุ่งตะโก) este un district (Amphoe) din provincia Chumphon, Thailanda, cu o populație de 23.535 de locuitori și o suprafață de 335,0 km².

## Componență
Districtul este subdivizat în 4 subdistricte (tambon), care sunt subdivizate în 35 de sate (muban).
| Nr. | Nume           | În thailandeză | Sate | Locuitori |  |
| --- | -------------- | -------------- | ---- | --------- |  |
| 1.  | Pak Tako       | ปากตะโก        | 5    | 3,987     |  |
| 2.  | Thung Takhrai  | ทุ่งตะไคร        | 8    | 5,640     |  |
| 3.  | Tako           | ตะโก           | 14   | 8,412     |  |
| 4.  | Chong Mai Kaeo | ช่องไม้แก้ว       | 8    | 5,496     |  |

||
|}